# Caloscypha
Caloscypha — рід грибів. Назва вперше опублікована 1885 року.

## Класифікація
До роду Caloscypha відносять 4 види:
- Caloscypha fulgens
- Caloscypha incarnata
- Caloscypha musiva
- Caloscypha mussiva